# Joachim Kouraleyo Tarounga
Joachim Kouraleyo Tarounga (ur. 1958 w Donia) – Czadyjski duchowny katolicki, biskup Moundou od 2004.

## Życiorys
Studiował w Czadzie, w Kamerunie, Wybrzeżu Kości Słoniowej (ICAO) oraz w Paryżu w Instytucie Katolickim, gdzie uzyskał licencjat z teologii. Święcenia kapłańskie otrzymał 18 listopada 1989. Po n ich był asystentem proboszcza, proboszczem, nauczycielem i rektorem w Wyższym Seminarium Duchownym w Ndżamenie. Następnie kierował duszpasterstwem w Dobie, był  sekretarzem generalnym "Rencontre Sacerdotale et Religieuse des Africains au Tchad". Przed mianowaniem biskupem w 2004 roku pełnił funkcję rektora między diecezjalnego seminarium św. Łukasza w Bakara koło Nżameny. 

## Episkopat
3 czerwca 2004 został mianowany przez papieża Jana Pawła II biskupem diecezji Moundou. Sakry biskupiej udzielił mu 12 września 2004 biskup Michele Russo MCCI. Był trzecim z kolei lokalnym biskupem pochodzącym z Czadu.